# Anastazy Jagielski
Anastazy Jagielski (ur. 26 lutego 1834 w Krośnie, zm. ?) – oficer, dowódca   oddziału w powstaniu styczniowym  w  1863 r., działacz organizacji narodowych.
Miał brata Ludwika i Stanisława. Walczył w  1863 w oddziałach m.in. Dionizego Czachowskiego i jako dowódca oddziału. Po powstaniu pracował jako aptekarz. Zmarł w  Krośnie.  Pochowany na  Starym cmentarzu w Krośnie.